# Calamidia salpinctis
Calamidia salpinctis är en fjärilsart som beskrevs av Edward Meyrick 1886. Calamidia salpinctis ingår i släktet Calamidia och familjen björnspinnare. Inga underarter finns listade i Catalogue of Life.